# Моле, Жак де
Жак де Моле́ (фр. Jacques de Molay; между 1244 и 1249 — 11 или 18 марта 1314) — двадцать третий и последний магистр ордена тамплиеров.

## Молодость
Дата и место рождения достоверно не известны. По мнению французского историка Алена Демурже, Жак де Моле родился в графстве Бургундия, вероятно в знатной семье, между 1244 и 1249 годом. Наиболее вероятным местом его рождения Демурже считает коммуну Моле (ныне в Верхней Соне, Франция).
В 1265 году он был посвящён в тамплиеры в присутствии двух высокопоставленных служителей ордена — Умбера де Пейро, генерального визитатора в Англии и Франции, и Амори де Ла Роша, магистра Франции. С 1275 года Моле участвовал в кампаниях ордена на Святой земле. В 1292 году избран Магистром ордена.

## Герб
Цвета, присутствующие на его гербе, берут своё начало от герба французских королей — золотых лилий на синем фоне. Синий цвет — символ святого епископа Тура Мартина, покровителя Франции, который жил в IV веке. Мартин, согласно легенде, повстречав нищего, отсёк мечом половину своего синего плаща и дал ему. Длительное время франки имели знамя в виде синей хоругви, укреплённой красным шнуром на кресте. Золотой — от стилизованного изображения жёлтого ириса, что означало в средние века Богородицу. Золотая полоса, так называемая «Перевязь справа», символизирует особые заслуги. После вступления в орден в личный герб Жака де Моле добавились изображения двух крестов тамплиеров, расположенные по диагонали.

## На посту магистра

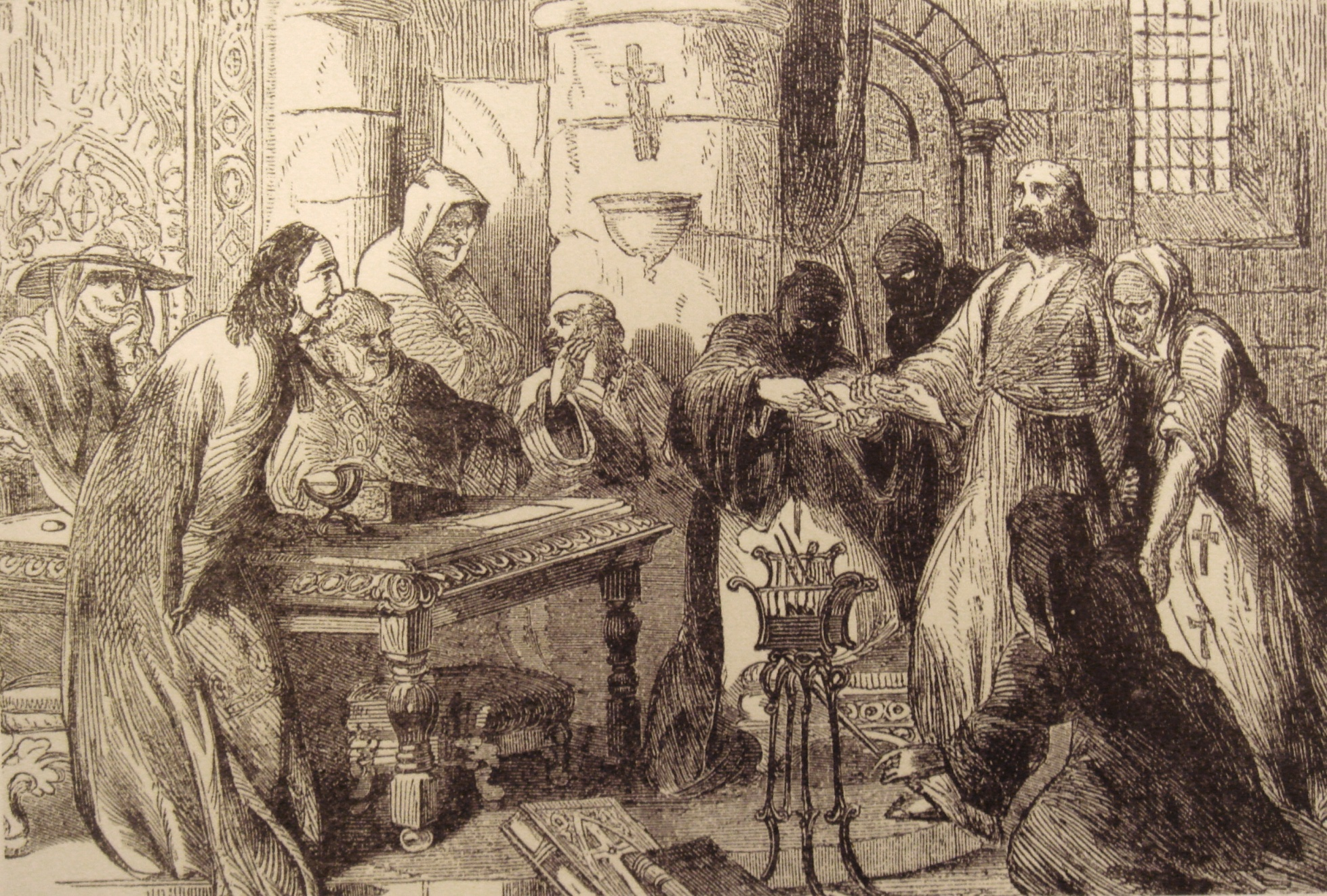
Моле

В 1291 году, после падения Акры, тамплиеры переместили свою штаб-квартиру на Кипр. Таким образом, орден покинул Святую землю, ради защиты которой он создавался.
Жак де Моле ставил перед собой две важные задачи: во-первых, он должен был реформировать орден, а во-вторых — убедить папу и европейских монархов снарядить новый крестовый поход на Святую землю. Чтобы решить эти задачи, Моле дважды посещал Европу: в 1293—1296 гг. и в 1306—1307 гг.
В то же время, в ожидании большого крестового похода Жак де Моле пытался вернуть утраченные орденом позиции на Святой земле. С этой целью в 1301 году тамплиеры захватили остров Арвад (Руад), находившийся недалеко от сирийского побережья. Однако они не смогли удержать его, и в 1302 г. Арвад был сдан сарацинам.
Неудачи ордена способствовали нарастанию критики в его адрес. Ещё в 1274 году впервые встал вопрос об объединении двух ведущих военно-монашеских орденов — Храма и Госпиталя. В 1305 году папа Климент V вновь предложил объединить ордена. В своём письме Клименту Моле раскритиковал это предложение.
Во время своего второго визита в Европу Моле узнал об интригах короля Франции Филиппа IV против тамплиеров. Несдержанная жёсткость магистра, возможно, предопределила печальный конец его ордена. 13 октября (в пятницу) 1307 года Моле был арестован в Тампле — резиденции ордена в предместье Парижа. Три недели спустя Филипп IV разослал тайные инструкции своим чиновникам, после чего начались массовые аресты тамплиеров по всей стране. Закономерным продолжением расправы стал громкий многолетний процесс над орденом.

## На процессе

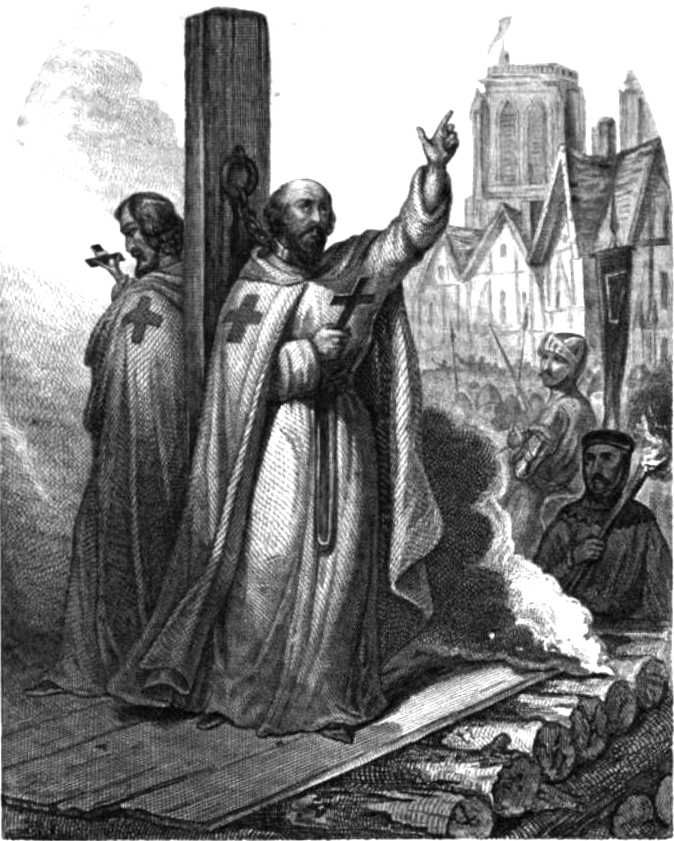
Казнь

На процессе под жесточайшими пытками Моле несколько раз менял свои показания. В октябре 1307 года он признал, что в ордене существовал обычай отрекаться от Христа и плевать на крест. Однако на Рождество того же года, перед папскими уполномоченными магистр отказался от своих показаний. В августе 1308 года, в Шиноне, Моле вновь вернулся к первоначальным показаниям, а в 1309 году фактически отказался защищать орден. Судя по всему, он надеялся на аудиенцию папы, которая так и не состоялась. На последнем слушании в марте 1314 года Моле отрёкся от всех своих показаний и заявил, что орден тамплиеров невиновен. Сожжён на костре 18 марта (по другим данным, 11 марта) 1314 года в Париже как повторно впавший в ересь.

## Оценки историков
Мари-Луиза Бульст-Тиле полагает, что Жак де Моле был амбициозной личностью, однако он не пользовался доверием своего предшественника и конвента ордена.
Малькольм Барбер считает, что решение избрать Моле на пост магистра ордена было неудачным. «Он оказался в условиях, которые он не понимал… Он никогда не смог осознать, что вместе со своим орденом стал анахронизмом в меняющемся мире» — пишет историк.
Ален Демурже более лоялен к магистру. Он полагает, что его ни в коем случае нельзя считать недалёким или глупым. Более того, по мнению историка, трудно было найти лучшего кандидата на должность магистра, чем Моле. Тем не менее, он не смог реформировать орден. Его сопротивление объединению с орденом госпитальеров могло стать одной из предпосылок роспуска тамплиеров.

## Легенды
Существует легенда о проклятии де Моле. Согласно Жоффруа Парижскому, 18 марта 1314 года Жак де Моле, взойдя на костёр, вызвал на Божий суд французского короля Филиппа IV, его советника Гийома де Ногаре и папу Климента V. Уже окутанный клубами дыма, тамплиер пообещал королю, советнику и папе, что они переживут его не более чем на год:
Климент V умер 20 апреля 1314 года, Филипп IV — 29 ноября 1314 года. По поводу причин их смерти до настоящего времени существуют различные версии — от обычных физических до оккультных. Личность Гийома де Ногаре фигурирует в этой легенде по ошибке, так как он умер за год до этих событий, в апреле 1313 года. Возможно, в предании о проклятии смешались два Гийома: Ногаре и инквизитор Гийом Парижский, духовник короля Филиппа и деятельный участник процесса тамплиеров (см. статью о Гийоме де Ногаре).
Позже утверждалось[кем?], что де Моле проклял всех последующих королей Франции, а проклятие якобы прекратило действие только после Великой французской революции и казни Людовика XVI. Однако первоисточником легенды о проклятии всех французских монархов является роман «Иллюминатус!».
Кроме этого, существует легенда о том, что Жак де Моле перед смертью основал первые масонские ложи, в которых должен был сохраниться в подполье запрещённый орден тамплиеров, — хотя и несколько отличавшиеся от их современных образцов. Главной целью порождённого тамплиерами масонства (согласно легенде) стала месть и уничтожение христианской церкви и монархии. Эту легенду активно поддерживают ложи так называемого шотландского ритуала.

### Проклятие
Начиная с XIV века трагическая судьба Жака де Моле вдохновляла писателей. Джованни Боккаччо говорит о нём в своем труде «De casibus virorum illustrium» («О делах выдающихся людей») как о прекрасном примере скромного человека, которого фортуна вознесла на вершину и чье падение было тем более впечатляющим. Однако часто именно конец тамплиеров и ордена отмечен в литературе, и в частности костер 11 мая 1310 года, на котором были сожжены 54 тамплиера.
Самая известная и древняя легенда о Жаке де Моле повествует о проклятии, которое он якобы наложил на Филиппа Красивого и Капетингов. По словам историка Колетт Бон, эта легенда родилась после ошеломляющего для современников эпилога: как мог самый могущественный король христианского мира, имеющий трех сыновей, стать свидетелем пресечения своей династии, а его королевство погрузилось в Столетнюю войну? В средневековом менталитете как можно объяснить падение с лошади, прелюбодеяние невесток, раннюю смерть трех сыновей, если не сверхъестественной причиной? Однако чаще всего проклятие приписывают папе римскому Бонифацию VIII, смерть которого связывают с Филиппом. Проклятие было четко сформулировано в XVI веке. Впоследствии Паоло Эмилио написал историю Франции для короля Франциска I, в которой описал смерть Жака де Моле, его проклятие в адрес короля и папы и призывание их на суд Божий. Историки последующих веков продолжили его историю.
Эта легенда сохранилась до серии исторических романов «Проклятые короли» Мориса Дрюона, добавившего к королю и папе умерший за несколько месяцев до сожжения хранителя печати Гийома де Ногаре, который осуществил арест тамплиеров и суд над ними.
Популярная версия легенды приписывает смерть Людовика XVI проклятию, помещая его в тринадцатое поколение после Филиппа Красивого, хотя на самом деле под него подпали дети Людовика XIV.

## Память
В 1919 году в Канзас-Сити, штат Миссури был основан Орден Де Моле (англ. Order of DeMolay) как парамасонская инициатическая организация для детей в возрасте от 12 до 21 года, чьи отцы состоят в Братстве вольных каменщиков. Сразу после основания Орден становится международным молодёжным движением. С 1990 года организация известна как «Международный Орден де Моле».

## Жак де Моле в искусстве

### Музыкальный театр
- «Тампль» — рок-опера о последнем дне последнего магистра ордена тамплиеров, Жаке де Моле, музыкальный театр «Тампль» (2000).

### Жак де Моле в кино
- «Проклятые короли» / Les Rois Maudits (Франция, 1972) — шестисерийный мини-сериал, режиссёр Клод Барма[фр.], в роли Жака де Моле Ксавье Депраз.
- «Охотники за древностями» / Relic Hunter (1-й сезон, 18-я серия) — англо-канадский фантастико-приключенческий телесериал.
- «Проклятые короли» / Les Rois Maudits (Франция, Италия 2005) — пятисерийный мини-сериал, режиссёр Жозе Дайан, в роли Жака де Моле Жерар Депардьё.
- «Падение Ордена» / Knightfall (США, Чехия 2017) — драматический телесериал, режиссёры Дэвид Петрарка, Дуглас Маккиннон, Метин Хусейн, в роли Жака де Моле Роберт Пью (1-й сезон) и Мэттью Марш (2-й сезон).

### Компьютерные игры
- Жак де Моле является одним из ключевых персонажей пролога компьютерной игры «Assassin’s Creed Unity» — из серии Assassin’s Creed (2014).
- Упоминается как магистр в игре Louvre: The final curse (2000).[источник не указан 1435 дней]
- Является играбельным персонажем игр Fate/Grand Order Arcade и Fate/Grand Order.